# Campionati europei di atletica leggera 2016 - 10000 metri piani maschili
La specialità dei 10000 metri piani maschili ai campionati europei di atletica leggera di Amsterdam 2016 si è svolto l'8 luglio 2018 all'Olympisch Stadion.

## Programma
| Data          | Ora   | Evento |
| ------------- | ----- | ------ |
| 8 luglio 2016 | 19:50 | Finale |

Ora locale (UTC+2)

## Risultati

### Finale
La corsa è stata vinta dal turco Polat Kemboi Arıkan.
| Class   | Nome                | Nazione       | Tempo    | Note                          |
| ------- | ------------------- | ------------- | -------- | ----------------------------- |
| Oro     | Polat Kemboi Arıkan | Turchia       | 28:18.52 |                               |
| Argento | Ali Kaya            | Turchia       | 28:21.42 |                               |
| Bronzo  | Antonio Abadía      | Spagna        | 28:26.07 |                               |
| 4       | Dmytro Lashyn       | Ucraina       | 28:27.90 | Miglior prestazione personale |
| 5       | Dewi Griffiths      | Gran Bretagna | 28:28.55 | Miglior prestazione personale |
| 6       | Juan Antonio Pérez  | Spagna        | 28:37.42 |                               |
| 7       | Daniel Mateo        | Spagna        | 28:43.03 | Miglior prestazione personale |
| 8       | Soufiane Bouchikhi  | Belgio        | 29:03.74 |                               |
| 9       | Ahmed El Mazoury    | Italia        | 29:29.36 |                               |
|         | Aimeru Alemya       | Israele       | dnf      |                               |
|         | Girmaw Amare        | Israele       | dq       |                               |
|         | Andy Vernon         | Gran Bretagna | dns      |                               |